# Franz Plangger
Franz Plangger (ur. 2 października 1968) – austriacki skeletonista, czterokrotny medalista mistrzostw świata oraz zdobywca Pucharu Świata.

## Kariera
Pierwszy sukces w karierze osiągnął w 1989 roku, kiedy zdobył brązowy medal na mistrzostwach świata w Sankt Moritz, ulegając tylko Szwajcarowi Alainowi Wickiemu i kolejnemu Austriakowi, Christianowi Auerowi. Wynik ten powtórzył na mistrzostwach świata w Altenbergu w 1994, a podczas mistrzostw świata w La Plagne w 1993 roku i rozgrywanych trzy lata później mistrzostw świata w Calgary zajmował drugie miejsce. Wywalczył także brązowy medal na mistrzostwach Europy w Winterbergu w 1988 roku.
W sezonie 1992/1993 zwyciężył w klasyfikacji generalnej Pucharu Świata. Był też drugi w sezonie 1994/1995 oraz trzeci w sezonach 1989/1990 i 1993/1994. Nigdy nie wystąpił na igrzyskach olimpijskich.